# Callionymus mascarenus
Callionymus mascarenus là một loài cá biển thuộc chi Callionymus trong họ Cá đàn lia. Loài này được mô tả lần đầu tiên vào năm 1983.

## Từ nguyên
Danh pháp khoa học của loài cá này, mascarenus, được đặt theo tên của nơi đầu tiên tìm thấy chúng, quần đảo Mascarene.

## Phân bố và môi trường sống
C. mascarenus có phạm vi phân bố ở Ấn Độ Dương. Loài cá này được tìm thấy ở vùng biển thuộc Mauritius (quốc đảo thuộc quần đảo Mascarene).

## Mô tả
Mẫu vật lớn nhất của C. mascarenus có chiều dài cơ thể được ghi nhận là gần 5 cm.